# Аргаванд (Армавирская область)
Аргаванд (арм. Արգավանդ) — село в Армавирской области Армении.

## География
Село расположено в южной части марза, при автодороге , к северу от реки Аракс, на расстоянии 13 километров к юго-востоку от города Армавир, административного центра области. Абсолютная высота — 850 метров над уровнем моря.
Климат
Климат характеризуется как семиаридный (BSk в классификации климатов Кёппена). Среднегодовая температура воздуха составляет 12,1 °C. Средняя температура самого холодного месяца (января) составляет −2,9 °С, самого жаркого месяца (июля) — 25,5 °С. Расчётная многолетняя норма атмосферных осадков — 288 мм. Наибольшее количество осадков выпадает в мае (49 мм).

## Население
| Год переписи | Население          | Население          | Население          | Население            | Население            | Население            |
| Год переписи | Наличное население | Наличное население | Наличное население | Постоянное население | Постоянное население | Постоянное население |
| Год переписи | Всего              | Мужчины            | Женщины            | Всего                | Мужчины              | Женщины              |
| ------------ | ------------------ | ------------------ | ------------------ | -------------------- | -------------------- | -------------------- |
| 2001         | 2062               | 1042               | 1020               | 2191                 | 1129                 | 1062                 |
| 2011         | 2271               | 1198               | 1073               | 2301                 | 1209                 | 1092                 |